# Carcelia puella
Carcelia puella là một loài ruồi trong họ Tachinidae.